# Université kirghize d'économie
 (mars 2020).
L’Université Kirghize d'Économie (Kyrgyz Economic University) est une université publique kyrgyze située à Bichkek. Spécialisée dans l'économie et les relations internationales, elle est une des meilleures universités du Kirghizistan et l'une des meilleures d'Asie Centrale en économie[réf. nécessaire]. Elle a été fondée en 1953.
L’Université porte également le nom de Musa Ryskulbekov, depuis le 30 octobre 2010, en hommage à un célèbre économiste kirghize.
L'Agence indépendante d'accréditation et de notation (Independent Agency for Accreditation and Rating) attribue à l’Université Kirghize d’Économie, depuis 2019, la première place du classement des meilleurs établissements d’éducation supérieure du Kirghizistan.

## Histoire
L'Université Kirghize d'Économie tire ses origines du Collège de Commerce Soviétique de Frounzé fondé en 1953, devenu le Collège Commercial de Bishkek en 1991.
En 1995, Kamchybekov Tolobek Kadyralievich, ancien Vice-recteur de l'Université Nationale Kirghize, est nommé directeur du Collège Commercial de Bishkek. Le 27 décembre 1997, le collège reçoit officiellement le statut d'établissement d'enseignement supérieur et devient l'Institut d'État d'Économie et de Business de Bishkek. En 2003, l'institut est renommé et devient l'Université d'État d'Économie et d'Entreprenariat de Bishkek. C'est finalement le 30 octobre 2010 que l'Université est renommée l'Université Kirghize d'Économie.

## Départements
L'Université Kirghize d'Économie compte 12 départements :
- Département de théorie économique et économie mondiale
- Département des finances et du contrôle financier
- Département de comptabilité, d'analyse et d'audit
- Département du tourisme, de l'hôtellerie et de l'entrepreneuriat
- Département d'informatique appliquée
- Département des sciences des produits, de l'expertise des produits et de la restauration
- Département de méthodes mathématiques en économie
- Département d'État et langues officielles
- Département des langues étrangères
- Département de philosophie et sciences sociales
- Département d'économie, de gestion et de marketing
- Département des banques et des assurances

## Enseignement et recherche

### Formation
L'Université Kirghize d'Économie propose plusieurs diplômes de licence et de master (Commerce, Management, Gestion, Economie, Marketing).

### Partenariats internationaux

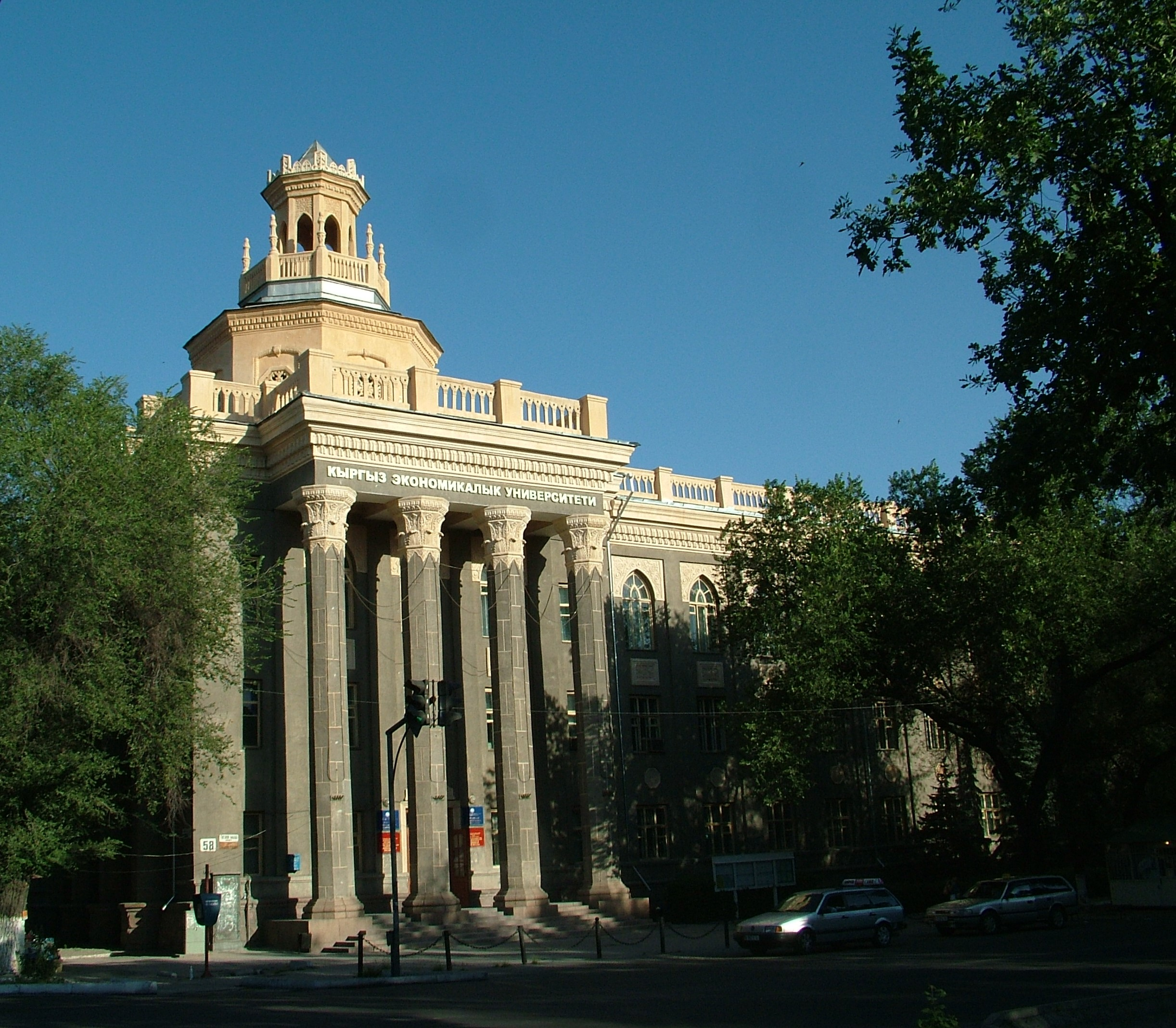
Principal bâtiment de l'université.

L'Université Kirghize d'Économie, dans le cadre de ses perspectives de développement international, s'est lancé dans une politique de partenariats internationaux, notamment avec des Universités étrangères, afin de favoriser la mobilité des étudiants et du personnel.
L'Université Kirghize d'Économie dispose de partenariats d'échange avec les Universités suivantes :
- Université de Ludwigshafen (en) (Allemagne)

- Université de Iasi (Roumanie)

- Université Masaryk (République tchèque)

- Université de Valladolid (Espagne)

### Recherche
L'Université Kirghize d'Économie regroupe un grand pôle de recherche international qui se concentre autour des problématiques économiques du Kirghizistan et d'Asie Centrale, mais également à la théorie économique en général, à l'application des mathématiques et de l'informatique à l'économie, de l'imbrication de l'économie dans les relations internationales ainsi qu'autour des questions de finances. Plusieurs équipes internationales mènent des projets au sein de l'Université.

## Vie étudiante
Les étudiants de l'Université Kirghize d'Économie organisent les activités étudiantes autour du Centre pour la politique de la jeunesse et les initiatives étudiantes. 
Le magazine Maximum est publié tous les mois par un comité de rédaction composé d'étudiants de l'Université. Le club intellectuel Centurion vise à rassembler les étudiants afin de développer une pensée analytique et logique en élargissant les horizons. Il existe également un club de bénévolat, un ensemble créatif et une équipe nationale de danse. 
Les étudiants sont généralement rassemblés dans les 4 confréries étudiantes de l'Université (Alpha, Beta, Gamma et Delta).

## Personnalités liées
- Abdykaarov Alimardan, élève de l'Université Kirghize d'Economie, champion de MMA Free Fight